# Szenegambia

Szenegambia

Szenegambia laza föderáció volt Nyugat-Afrika területén, amely 1982–1989 között állt fenn. Két kisebb ország, Szenegál és Gambia köztársaságok alkották.
A föderáció 1982-ben jött létre, amit megelőzően a két ország testvéries és együttműködő politikát folytatott, mivel amikor Gambia 1965-ben elnyerte függetlenségét a gyarmatosító Nagy-Britanniától, a határvonalak etnikailag és gazdaságilag összetartozó részeket vágtak el. Az ezáltal okozott nehézségek ellensúlyozása érdekében folyt a két országban együttműködő politika.
A föderáció rövid életű volt, 1989-ben megszűnt, ám a két ország ezután is együttműködő politikát folytatott.